# Goniagnathus venenensis
Goniagnathus venenensis är en insektsart som beskrevs av Fletcher. Goniagnathus venenensis ingår i släktet Goniagnathus och familjen dvärgstritar. Inga underarter finns listade i Catalogue of Life.